# Melanophryniscus milanoi
Melanophryniscus milanoi é uma espécie de anfíbio anuro da família Bufonidae. É endémica do Brasil.